# アブドゥル・カデル・ケイタ
アブドゥル・カデル・ケイタ（Abdul Kader KEÏTA, 1981年8月6日 - ）は、コートジボワール・アビジャン出身の元同国代表サッカー選手。現役時代のポジションはFW、MF。
柔らかくスピードのあるドリブル突破と優れた得点感覚を持った選手。

## 経歴

### クラブ

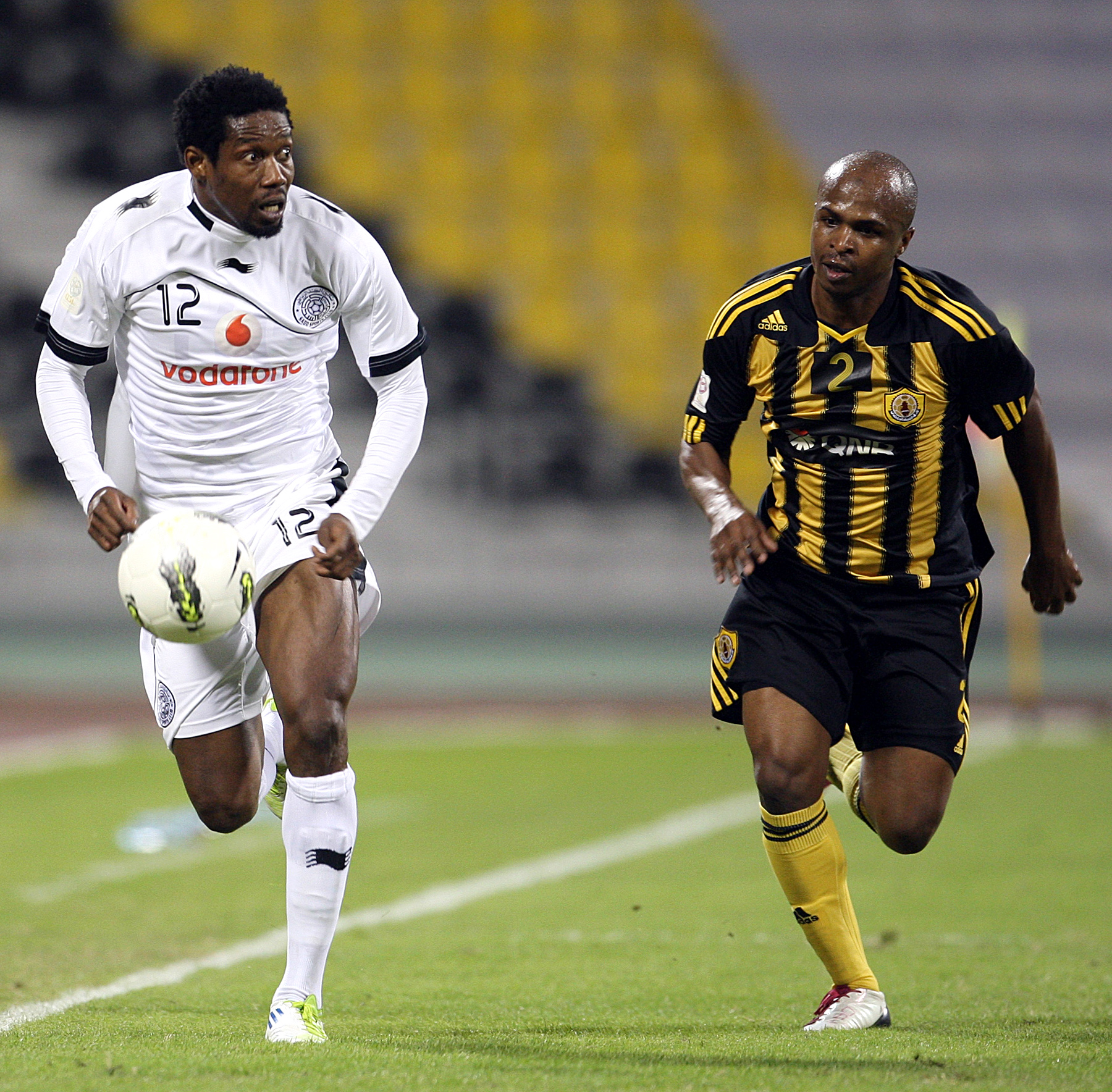
アル・サッド時代のケイタ

UEFAチャンピオンズリーグ 2006-07ではリールの決勝トーナメント進出に貢献し、またリーグでも、チーム最多得点を挙げた。2007年にオリンピック・リヨンに移籍した。2009年夏にガラタサライSKへ移籍した。リーグ戦では27試合に出場して5得点し、UEFAヨーロッパリーグでは11試合に出場して5得点した。2010年7月、移籍金800万ユーロ（約8億8000万円）でアル・サッドに移籍し、2011年アジアチャンピオンズリーグの決勝ではゴールをあげるなど優勝に貢献した。

### 代表
2010年には2010 FIFAワールドカップに出場した。グループリーグのブラジル戦ではカカと接触し、2枚目のイエローカードを提示されたカカは退場処分を受けた。

## 代表歴

### 出場大会
- コートジボワール代表
  - 2006年 FIFAワールドカップ・ドイツ大会（グループリーグ敗退）
  - 2010年 FIFAワールドカップ・南アフリカ大会（グループリーグ敗退）

### 試合数
- 国際Aマッチ 74試合 11得点（2000年-2012年）[2]

| コートジボワール代表 | 国際Aマッチ | 国際Aマッチ |
| 年                   | 出場        | 得点        |
| -------------------- | ----------- | ----------- |
| 2000                 | 3           | 0           |
| 2001                 | 11          | 5           |
| 2002                 | 4           | 0           |
| 2003                 | 4           | 0           |
| 2004                 | 0           | 0           |
| 2005                 | 0           | 0           |
| 2006                 | 9           | 1           |
| 2007                 | 5           | 0           |
| 2008                 | 8           | 3           |
| 2009                 | 6           | 1           |
| 2010                 | 12          | 1           |
| 2011                 | 2           | 0           |
| 2012                 | 10          | 0           |
| 通算                 | 74          | 11          |